# Nicolae Mișu (tenisista)
Nicolae Mișu (ur. 18 stycznia 1893 w Wiedniu, zm. w 1973 w Bukareszcie) – rumuński tenisista i dyplomata, uczestnik Igrzysk Olimpijskich 1924. Syn rumuńskiego ministra spraw zagranicznych Nicolae Mișu.
Od 1922 Nicolae Mișu uczestniczył w Pucharze Davisa.
Dziesięciokrotnie występował na kortach Wimbledonu, najdalej dochodząc do trzeciej rundy w 1922 i 1924 roku. W międzynarodowych mistrzostwach Francji występował w latach 1925–1927, 1929–1931 i 1933, podczas drugiego występu awansując do ćwierćfinału. W latach 1919–1920 był jednym z czołowych graczy na Lazurowym Wybrzeżu, zwyciężając w czterech turniejach tenisowych.
Podczas Igrzysk Olimpijskich 1924 w Paryżu, Mișu brał udział tylko w grze pojedynczej mężczyzn, w której przegrał w pierwszej rundzie z Jean Washerem reprezentującym Belgię.